# Unie van Brussel

Van 8 november 1576 tot en met 23 juli 1577.

Van 24 juli 1577 tot eind 1578.

De Unies van Brussel betreffen een aantal in 1577 door de Staten-Generaal gesloten verdragen.

## Eerste Unie
De Eerste Unie van Brussel is een op 9 januari 1577 gesloten overeenkomst door leden van de Staten-Generaal (behalve Luxemburg), de Raad van State en gedeputeerden van Holland en Zeeland, onder meer met de bedoeling Don Juan, landvoogd namens de Spaanse koning Filips II, te dwingen om de Pacificatie van Gent te aanvaarden. De unie was de opvolger van de Unie van Dordrecht uit 1575.
In de Eerste Unie van Brussel werd het volgende afgesproken:
- Don Juan accepteerde de inhoud van de Pacificatie van Gent, waarin de opstandige gewesten zich enige maanden eerder hadden verenigd, waaronder een terugtrekking van de Spaanse troepen;
- De gewesten beloofden gehoorzaamheid aan de Spaanse koning Filips II als hun landsheer en Don Juan als diens landvoogd;
- De gewesten zouden zich inspannen om het katholieke geloof te handhaven.

Deze Unie droeg dus een rooms-katholiek karakter. Op 17 februari 1577 moest Don Juan het Eeuwig Edict uitvaardigen. 
De Eerste Unie van Brussel werd op 6 april 1577 ondertekend door koning Filips II, zij het onder protest. Niet veel later, op 24 juli, viel Don Juan de stad Namen aan en kwam er een einde aan de Eerste Unie van Brussel. Na deze aanval erkenden de gewesten niet langer Don Juan als hun landvoogd en vroegen ze Matthias van Oostenrijk zijn plaats in te nemen.

## Tweede Unie
De Staten-Generaal benoemden op 8 december eenzijdig Matthias tot landvoogd en kondigden twee dagen later de Tweede (of: Nadere) Unie van Brussel af (10 december 1577). Daarin herbevestigden ze de Pacificatie van Gent, als basis voor de eenheid van de Nederlanden, en zegden ze in alle provincies gelijke bescherming toe aan katholieken en hervormden. Deze Tweede Unie droeg dus een tolerant karakter en was een van de eerste Europese teksten die godsdienstvrijheid instelde. Katholieken en protestanten zouden wederzijds elkaars religie respecteren. De katholieken beloofden dat ze ten opzichte van zij die teruggetrokken zullen zijn uit de genoemde Rooms-Katholieke religie en verbonden met ons door de genoemde pacificatie, van welke hoedanigheid, conditie of land ze ook zijn, niet zullen toelaten noch lijden dat men iets tegen hen beraamt of onderneemt, noch dat ze gekwetst, gemolesteerd of getergd worden ter gelegenheid van hun genoemde religie, maar hen vredig zullen laten leven. Omgekeerd zegden de protestanten toe dat ze niets zouden ondernemen tegen de genoemde Rooms-katholieke religie en de uitoefening ervan, noch zullen we omwille hiervan iemand kwetsen of tergen door daden of woorden.
Voor het Spaanse gezag was deze tolerantie niet aanvaardbaar, maar ook als basis voor de eenheid van de Nederlanden bleek ze te hoog gegrepen.

## Einde van de Unie
Op 6 januari 1579 stapten Artesië, Henegouwen en Rijsels-Vlaanderen uit de Unie van Brussel door de oprichting van de katholieke Unie van Atrecht. Dit had tot gevolg dat de nog overgebleven gewesten zich hergroepeerden in een 'Nadere Unie' binnen de Unie van Brussel: de Unie van Utrecht. Na het jaar 1585 waren alle gebieden die nog tot de Unie van Brussel behoorden, ook lid van de Unie van Utrecht en is de naam niet meer nodig.